# Гарафія
Гарафія (ісп. Garafía) — муніципалітет в Іспанії, у складі автономної спільноти Канарські острови, у провінції Санта-Крус-де-Тенерифе, на острові Ла-Пальма. Населення — 1714 осіб (2010).
Муніципалітет розташований на відстані близько 1830 км на південний захід від Мадрида, 170 км на захід від Санта-Крус-де-Тенерифе.
На території муніципалітету розташовані такі населені пункти: (дані про населення за 2010 рік)
- Куева-дель-Агуа: 150 осіб
- Дон-Педро: 44 особи
- Франсесес: 215 осіб
- Санто-Домінго: 476 осіб
- Оя-Гранде: 81 особа
- Хуан-Адалід - Ель-Мудо: 42 особи
- Льяно-Негро: 83 особи
- Ель-Пальмар: 69 осіб
- Роке-дель-Фаро: 104 особи
- Ель-Табладо: 38 осіб
- Лас-Трісіас: 280 осіб
- Ель-Кастільйо: 81 особа
- Ла-Мата: 51 особа

## Демографія
Динаміка населення (INE ):

## Галерея зображень

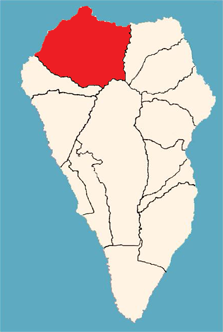
Розташування муніципалітету на острові Ла-Пальма
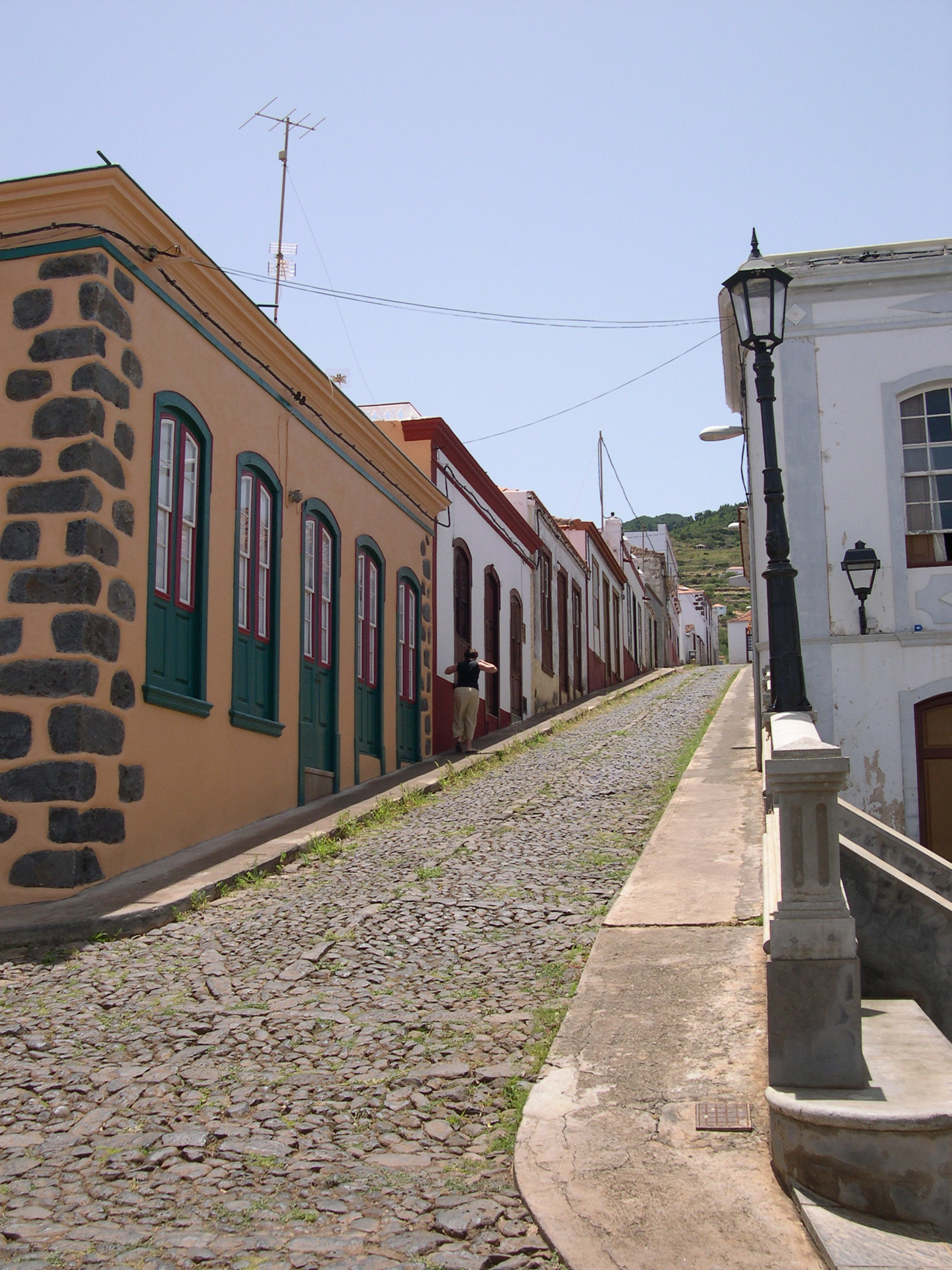
Санто-Домінго